# 황도연 (축구 선수)
황도연(한국 한자: 黃渡然, 1991년 2월 27일~ )은 대한민국의 축구 선수이다. 현재 PSBS 비악 소속이다.

## 축구인 생활

### 선수 생활
전남 드래곤즈 산하의 유소년 팀인 광양제철고등학교와 광양제철고등학교 축구부를 나온 뒤, 2010년 전남 드래곤즈에 입단하였다.
2013년 여름 이적시장에서 박기동과의 맞트레이드로 제주 유나이티드로 이적하였다.

## 국가 대표 생활
2011년 FIFA U-20 월드컵에 참가했으나, 말리와의 1차전에서 부상을 당해, 대회 도중 귀국하였다. 2014년 1월 열린 2013년 AFC U-22 챔피언십에서 주장으로 활동하였다.

## 수상

### 선수
안산 무궁화 FC
- K리그 챌린지 : 우승 (2016)